# Chikkamarapanahalli, Tiptur
Chikkamarapanahalli là một làng thuộc tehsil Tiptur, huyện Tumkur, bang Karnataka, Ấn Độ.